# Бад Вилдунген
Бад Вилдунген (њем. Bad Wildungen) град је у њемачкој савезној држави Хесен. Једно је од 22 општинска средишта округа Валдек-Франкенберг. Према процјени из 2010. у граду је живјело 17.524 становника. Посједује регионалну шифру (AGS) 6635003.

## Географски и демографски подаци
Бад Вилдунген се налази у савезној држави Хесен у округу Валдек-Франкенберг. Град се налази на надморској висини од 275 метара. Површина општине износи 120,1 km². У самом граду је, према процјени из 2010. године, живјело 17.524 становника. Просјечна густина становништва износи 146 становника/km².

## Међународна сарадња
| Мјесто        | Држава               | Врста сарадње | Од    |
| ------------- | -------------------- | ------------- | ----- |
| Јичун         | Кина                 | партнерство   | 1988. |
| Сафрон Волден | Уједињено Краљевство | партнерство   | 1986. |
|               | Француска            | партнерство   | 1990. |
| Извор         |                      |               |       |